# Автогазовий вимикач
Автогазовий вимикач — високовольтний комутаційний електротехнічний апарат, призначений для оперативного включення та відключення (комутації) силового електроустаткування. На відміну від інших типів вимикачів гасіння електричної дуги здійснюється газами, деталями самого вимикача, що генеруються.

## Принцип дії
Головною властивістю будь-якого вимикача є його здатність виконувати операції включення та відключення під навантаженням у нормальному режимі та іноді при аварійних режимах (на відміну від роз'єднувача) без пошкоджень підключеного обладнання та самого вимикача. Ця властивість, в першу чергу, пов'язана з гасінням електричної дуги, що неминуче виникає при розмиканні контактів, особливо при комутації індуктивного навантаження. Швидке гасіння дуги необхідне запобігання руйнації і зносу (обгорання) контактів вимикача від термічного дії дуги.
За способом гасіння дуги існують кілька типів вимикачів, зазвичай спосіб гасіння дуги вказує назву вимикача. Автогазовий вимикач (або газогенеруючий) — вимикач, гасіння дуги в якому здійснюється за допомогою газів, що утворюються при відключенні. Кожна комутаційна пара контактів вимикача має пластмасову камеру, всередині порожнини якої розташований нерухомий дугогасний контакт. В камеру входить рухомий серпоподібний дугогасний контакт. При розмиканні дугогасного контакту і запаленні в камері дуги, розташований всередині камери вкладиш (з поліметилметакрилату, вулканізованої фібри або Карбамідоформальдегідна смола) виділяє потік газів, що інтенсивно гасить дугу. Потік газів, що утворюється, що виходить з камери, є поздовжнім до осі дуги (так зване «поздовжнє дуття»).
Спільно з дугогасною парою контактів кожен полюс забезпечений парою головних контактів і, у включеному положенні, струм в основному проходить по головним контактам (які розраховані на проходження номінального струму в довгостроковому режимі), шунтуючи дугогасні контакти. Послідовність комутації контактів у вимикачі при включенні: спочатку замикаються дугогасні контакти (при цьому відбувається гасіння дуги при включенні), потім після замикання дугогасної пари контактів включаються основні, при відключенні спочатку розмикаються головні, потім (з гасінням дуги) - дугогасні.
Автогазові вимикачі випускаються у вигляді так званих «вимикачів навантажень» (тобто, вимикачів, призначених тільки для комутацій навантажень під номінальним струмом, але не для відключення надструмів і струмів короткого замикання)). Відключення навантаження при аварії здійснюється спеціальними запобіжниками з кварцовим наповненням (наприклад, типів ПК, ПКТ, ПКН). Комутація цих вимикачів проводиться зазвичай ручним приводом за допомогою м'язової сили (включення або від попередньо натягується пружини приводу під час процесу включення, або безпосереднє включення від приводного важеля; відключення від попередньо натягується пружини відключення). Як додаткові елементи вимикач може бути забезпечений ножами заземлення (з приводом), пристроєм дистанційного відключення, слабострумовими сигнальними контактами (положення вимикача та контролю справності плавких вставок запобіжників).

### Застосування
Вимикачі навантаження автогазового типу мають велике поширення в мережах країн колишнього СРСР (серед них Україна) та країн колишнього «соцтабору»  і встановлюються в підстанціях та розподільних пристроях мереж 6-10 кВ з ізольованою нейтраллю, де комутація роз'єднувачем діючими правилами улаштування електроустановок заборонена, а встановлення іншого типу вимикача економічно недоцільне. У зв'язку з тим, що вимикачі автогазового типу мають найнижчу вартість у своєму ціновому діапазоні, в установках від 630 кВА до кількох МВА, що не мають спеціальних вимог (побутові споживачі та ін.) встановлюються саме цей тип вимикачів.
Так, за правилами ПТЕ та ТБ («Правила технічної безпеки при експлуатації споживачів» Е1-5-23) трансформатори вище 750 кВА на холостому ходу не повинні комутуватися роз'єднувачем, то тут частіше застосовується автогазовий вимикач навантаження.

### Переваги
- простота в експлуатації;
- цей тип вимикачів давно експлуатується на об'єктах енергосистеми;
- низька вартість;
- висока ремонтопридатність та невисокі вимоги до кваліфікації ремонтного персоналу;
- низька вартість замінних частин;
- можливість вкрай простий і надійний захист обладнання за допомогою одноразових запобіжників з наповненням з кварцового піску.

Крім того, конструкція автогазових вимикачів передбачає наявність «видимого розриву» силового ланцюга (можливість візуального контролю положення контактної системи, необхідна правилами техніки безпеки), при цьому немає необхідності встановлювати послідовно додатковий роз'єднувач для безпечної роботи на устаткуванні, що ще більше здешевлює розподільний пристрій з автогазовим вимикачем (у більшості інших конструкцій вимикачів виключається візуальний контроль положення контактної системи та необхідна наявність «видимого розриву» у вигляді додаткових роз'єднувачів чи силових штепсельних контактів апарату).

### Недоліки
Недоліком автогазового вимикача є його обмежений ресурс роботи, пов'язаний з поступовим вигорянням деталей, що газогенерують, при цьому і газогенеруючі елементи і дугогасні пари контактів є легко замінюваними і недорогими деталями.
Наразі (на 2024 рік) вимикачі навантаження автогазового типу визнаються морально застарілими і при реконструкції підстанцій замінюються вакуумними вимикачами навантаження.